# Französische EU-Ratspräsidentschaft 2008
Die Französische EU-Ratspräsidentschaft in der zweiten Jahreshälfte 2008 bezeichnete den Ratsvorsitz Frankreichs im Rat der Europäischen Union. Turnusgemäß wurde der amtierende französische Staatspräsident Nicolas Sarkozy am 1. Juli 2008 Vorsitzender des Europäischen Rates. Außenminister Bernard Kouchner saß dem Rat für Allgemeine Angelegenheiten und Außenbeziehungen vor.
Während der französischen EU-Ratspräsidentschaft wurde die Mittelmeerunion gegründet. Zudem fiel sie zusammen mit mehreren internationalen Krisen wie dem Kaukasus-Konflikt 2008 und dem Konkurs der Bank Lehman Brothers mit der folgenden internationalen Finanzkrise. Am 1. Januar 2009 übernahm die Tschechische Republik die Ratspräsidentschaft.